# Sacodes cognata
Sacodes cognata es una especie de coleóptero de la familia Scirtidae.

## Distribución geográfica
Habita en Jammu y Cachemira y Kashmir.